# 北尼亚斯县
北尼亚斯县属于印度尼西亚北苏门答腊省。
北尼亚斯县面积1202平方公里，人口127,530人。